# Vilibald Šťovík
Vilibald Šťovík   (Praga, 9 d'octubre de 1917 - canal de la Mànega, 8 de novembre de 1948) va ser un jugador d'hoquei sobre gel txec que va competir sota bandera txecoslovaca durant les dècades de 1930 i 1940.
El 1948 va prendre part en els Jocs Olímpics d'Hivern de St. Moritz, on guanyà la medalla de plata en la competició d'hoquei sobre gel. En el seu palmarès també destaca una medalla d'or al Campionat del Món d'hoquei sobre gel de 1947.
Va morir, junt a sis companys seus de la selecció txecoslovaca d'hoquei sobre gel, en un accident d'avió al canal de la Mànega.